# 普朗歇爾定理
普朗歇爾定理（又稱帕塞瓦爾-普朗歇爾恒等式 ）是调和分析的重要定理，由米歇爾·普朗歇爾于1910年证明。它指出函数平方的积分等于其频谱的平方的积分。也就是说，如果{\displaystyle f(x)}是實數線上的函数，并且{\displaystyle {\widehat {f}}(\xi )}是它的频谱，那么
{\displaystyle \int _{-\infty }^{\infty }|f(x)|^{2}\,dx=\int _{-\infty }^{\infty }|{\hat {f}}(\xi )|^{2}\,d\xi ,}或者寫成{\displaystyle L^{2}}範數:{\displaystyle ||f(x)||_{L^{2}}=||{\hat {f}}(\xi )||_{L^{2}}}
數學上更嚴格的描述是，令函数{\displaystyle f}同时屬於两个L p空间{\displaystyle L^{1}(\mathbb {R} )}和{\displaystyle L^{2}(\mathbb {R} )} ，那么它的傅里叶变换{\displaystyle {\hat {f}}}屬於{\displaystyle L^{2}(\mathbb {R} )}， 且為{\displaystyle L^{2}(\mathbb {R} )}中的等距變換。
這代表限制在{\displaystyle L^{1}(\mathbb {R} )\cap L^{2}(\mathbb {R} )}上的傅里叶变换有一個唯一的等距擴張{\displaystyle L^{2}(\mathbb {R} )\mapsto L^{2}(\mathbb {R} )}，有時候這個擴張也被稱為普朗歇爾变换。此變換同時也是幺正的，透過此變換，我們便可以好好的在平方可積函數上討論傅里叶变換。
普朗歇爾定理可以被推廣到n维欧氏空间以及局部紧阿贝尔群上，若是滿足一些其他的假設，普朗歇爾定理有另一個版本在非交换局部紧緻群上成立，更多細節可以參考非交换调和分析。
由於在{\displaystyle L^{2}(\mathbb {R} )}上內積與範數是相容的，我們也可以把普朗歇爾定理应用到{\displaystyle L^{2}(\mathbb {R} )}的内积上。也就是說，如果{\displaystyle f(x)}、{\displaystyle g(x)}是两个在{\displaystyle L^{2}(\mathbb {R} )}內的函數，{\displaystyle {\mathcal {P}}}表示普朗歇爾变换，则
{\displaystyle \int _{-\infty }^{\infty }f(x){\overline {g(x)}}\,dx=\int _{-\infty }^{\infty }({\mathcal {P}}f)(\xi ){\overline {({\mathcal {P}}g)(\xi )}}\,d\xi ,}
而如果{\displaystyle f(x)}和{\displaystyle g(x)}屬於{\displaystyle L^{1}(\mathbb {R} )}，有{\displaystyle ({\mathcal {P}}f)(\xi )={\widehat {f}}(\xi )=\int _{-\infty }^{\infty }f(x)e^{-2\pi i\xi x}\,dx,}以及{\displaystyle ({\mathcal {P}}g)(\xi )={\widehat {g}}(\xi )=\int _{-\infty }^{\infty }g(x)e^{-2\pi i\xi x}\,dx,}所以
{\displaystyle \int _{-\infty }^{\infty }f(x){\overline {g(x)}}\,dx=\int _{-\infty }^{\infty }{\widehat {f}}(\xi ){\overline {{\widehat {g}}(\xi )}}\,d\xi .}